# Музей Эльзаса
Музей Эльзаса — музей народной культуры и быта, воссоздающий атмосферу традиционного быта Эльзасского края XVIII—XIX веков. Расположен в Страсбурге, департамнент Нижний Рейн, Франция. Открылся 11 мая 1907 года.
Музей занимает несколько зданий на набережной Сен-Николя вдоль реки Иль. В экспозиции представлены одежда, мебель, кухонная утварь, детские игрушки, изделия народных умельцев, реконструкции интерьеров жилых и хозяйственных сооружений и другие предметы быта, в основном сельских жителей. Общее число экспонатов превышает 5000, отдельной ценностью является коллекция предметов повседневной жизни эльзасских евреев.
В 1917 году музей был приобретён городом.